# Рузвельт (Нью-Джерсі)
Рузвельт (англ. Roosevelt) — місто (англ. borough) в США, в окрузі Монмаут штату Нью-Джерсі. Населення — 808 осіб (2020).

## Географія
Рузвельт розташований за координатами 40°13′15″ пн. ш. 74°28′13″ зх. д. / 40.22083° пн. ш. 74.47028° зх. д. (40.220742, -74.470155).  За даними Бюро перепису населення США в 2010 році місто мало площу 4,97 км², з яких 4,95 км² — суходіл та 0,03 км² — водойми.

## Демографія
Згідно з переписом 2010 року, у селищі мешкали 882 особи в 314 домогосподарствах у складі 241 родини. Було 327 помешкань
Расовий склад населення:
| - 92,5 % — білих - 3,2 % — азіатів - 0,9 % — чорних або афроамериканців - 1,9 % — осіб інших рас |

До двох чи більше рас належало 1,5 %. Частка іспаномовних становила 5,9 % від усіх жителів.
За віковим діапазоном населення розподілялося таким чином: 23,7 % — особи молодші 18 років, 62,6 % — особи у віці 18—64 років, 13,7 % — особи у віці 65 років та старші. Медіана віку мешканця становила 45,8 року. На 100 осіб жіночої статі у селищі припадало 98,2 чоловіків;  на 100 жінок у віці від 18 років та старших — 93,9 чоловіків також старших 18 років.
Середній дохід на одне домашнє господарство  становив 87 410 доларів США (медіана — 72 321), а середній дохід на одну сім'ю — 105 793 долари (медіана — 88 750). Медіана доходів становила 66 500 доларів для чоловіків та 52 500 доларів для жінок. За межею бідності перебувало 4,4 % осіб, у тому числі 3,6 % дітей у віці до 18 років та 1,7 % осіб у віці 65 років та старших.
Цивільне працевлаштоване населення становило 370 осіб. Основні галузі зайнятості: освіта, охорона здоров'я та соціальна допомога — 25,7 %, науковці, спеціалісти, менеджери — 15,9 %, виробництво — 9,7 %, транспорт — 7,6 %.